# Zakres zmiany barwy
Zakres zmiany barwy – zakres skali pH, w którym określony chemiczny wskaźnik i bardziej ogólnie każdy barwnik zauważalnie zmienia swoją barwę.
Twórcą teorii kwasowo-zasadowej barwników był Wilhelm Ostwald. Założył on, że wskaźniki pH to słabe kwasy lub słabe zasady organiczne, których niezdysocjowane cząsteczki mają w roztworach  inną barwę niż jony. 
W zależności od pH roztworu obecny jest nadmiar jednej z form. Ponieważ obie formy wskaźnika mają różne barwy, przy jednakowych ich stężeniach obserwowana jest barwa pośrednia (wypadkowa). W zakresie zmiany barwy następuje wyraźna zmiana koloru roztworu. Najczęściej zakres zmiany barwy zawiera się w dwóch jednostkach pH. Istnieją jednak bardziej czułe wskaźniki, charakteryzujące się mniejszym zakresem zmiany barwy, np. błękit bromotymolowy zmienia barwę w zakresie 0,9 jednostek pH.